# Carrick, Cornwall
Carrick var ett distrikt i Cornwall enhetskommun i Cornwall grevskap, England. Distriktet har 87 865 invånare (2001).

## Civil parishes
- Chacewater, Cubert, Cuby, Falmouth, Feock, Gerrans, Gwennap, Kea, Kenwyn, Ladock, Mylor, Penryn, Perranarworthal, Perranzabuloe, Philleigh, Probus, Ruanlanihorne, St. Agnes, St. Allen, St. Clement, St. Erme, St. Just-in-Roseland, St. Michael Penkevil, St. Newlyn East, Tregoney, Truro och Veryan.[2]